# Nowa Wieś (Purda)
Nowa Wieś (deutsch Neu Bartelsdorf) ist ein Ort in der polnischen Woiwodschaft Ermland-Masuren. Es gehört zur Gmina Purda (Landgemeinde Groß Purden) im Powiat Olsztyński (Kreis Allenstein).

## Geographische Lage
Nowa Wieś liegt inmitten ausgedehnter Waldflächen im Westen der Woiwodschaft Ermland-Masuren, 17 Kilometer südöstlich der Kreis- und Woiwodschaftshauptstadt Olsztyn (deutsch Allenstein). Zahlreiche Wanderwege kreuzen sich im Ort.

## Geschichte

### Ortsgeschichte
Angelegt wurde Neu Bartelsdorf im Jahre 1810 von evangelischen Kolonisten als typisches ermländisches Straßendorf mit einer von Linden eingefassten Dorfstraße. 1855 wurde das Dorf von einer großen Überschwemmung heimgesucht, die die gesamte Ortschaft unter Wasser setzte. Zwei Jahre später erfolgte ein Kanaldurchstich, der Hochwasser in den Layßer See (polnisch Jezioro Łajskie) ableitete. Ende des 19. Jahrhunderts äscherte ein Brand einen beträchtlichen Teil der Ortschaft ein.
Im Jahre 1874 wurde Neu Bartelsdorf in den Amtsbezirk Oberförsterei Ramuck im ostpreußischen Kreis Allenstein eingegliedert., jedoch 1886 in den Amtsbezirk Wuttrienen (polnisch Butryny) umgegliedert.
Unweit des Dorfes im Wald kurz vor Wygoda (Wygodda, 1938 bis 1945 Waldruh) steht die Napoleonseiche, unter der der Franzosenkaiser sein Mahl eingenommen haben soll. Die Stelle ist als „Napoleonshügel“ oder „Mahlzeit“ bekannt. Gegenüber der Schule wurde 1896 eine Kapelle errichtet.

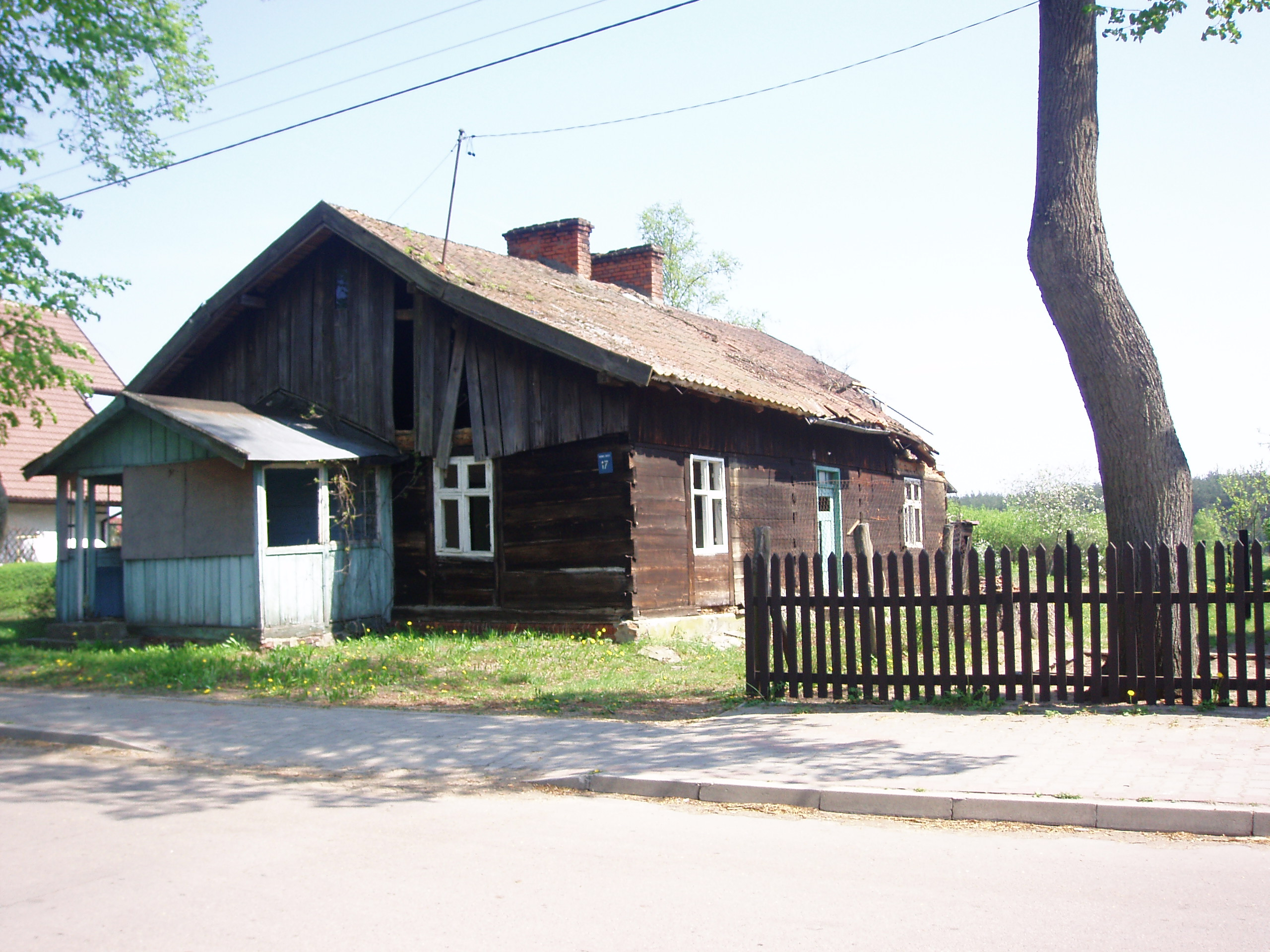
Altes Holzhaus in Nowa Wieś

Im Dorf hat sich auch noch eine stattliche Anzahl ursprünglicher ermländischer Holzhäuser erhalten. Sie stammen aus der Zeit der Jahrhundertwende. Auf einem Fundament aus Wacker- oder Ziegelsteinen befindet sich die Balkenkonstruktion des Hauses, zu dessen Eingang ein verglaster Vorbau führt.
Aufgrund der Bestimmungen des Versailler Vertrags stimmte die Bevölkerung im Abstimmungsgebiet Allenstein, zu dem Neu Bartelsdorf gehörte, am 11. Juli 1920 über die weitere staatliche Zugehörigkeit zu Ostpreußen (und damit zu Deutschland) oder den Anschluss an Polen ab. In Neu Bartelsdorf stimmten 280 Einwohner für den Verbleib bei Ostpreußen, auf Polen entfielen 40 Stimmen.
Am 30. September 1929 wurde der bisher selbständige Forstbezirk Neu Bartelsdorf als Wohnplatz in die Gemeinde Neu Bartelsdorf eingemeindet.

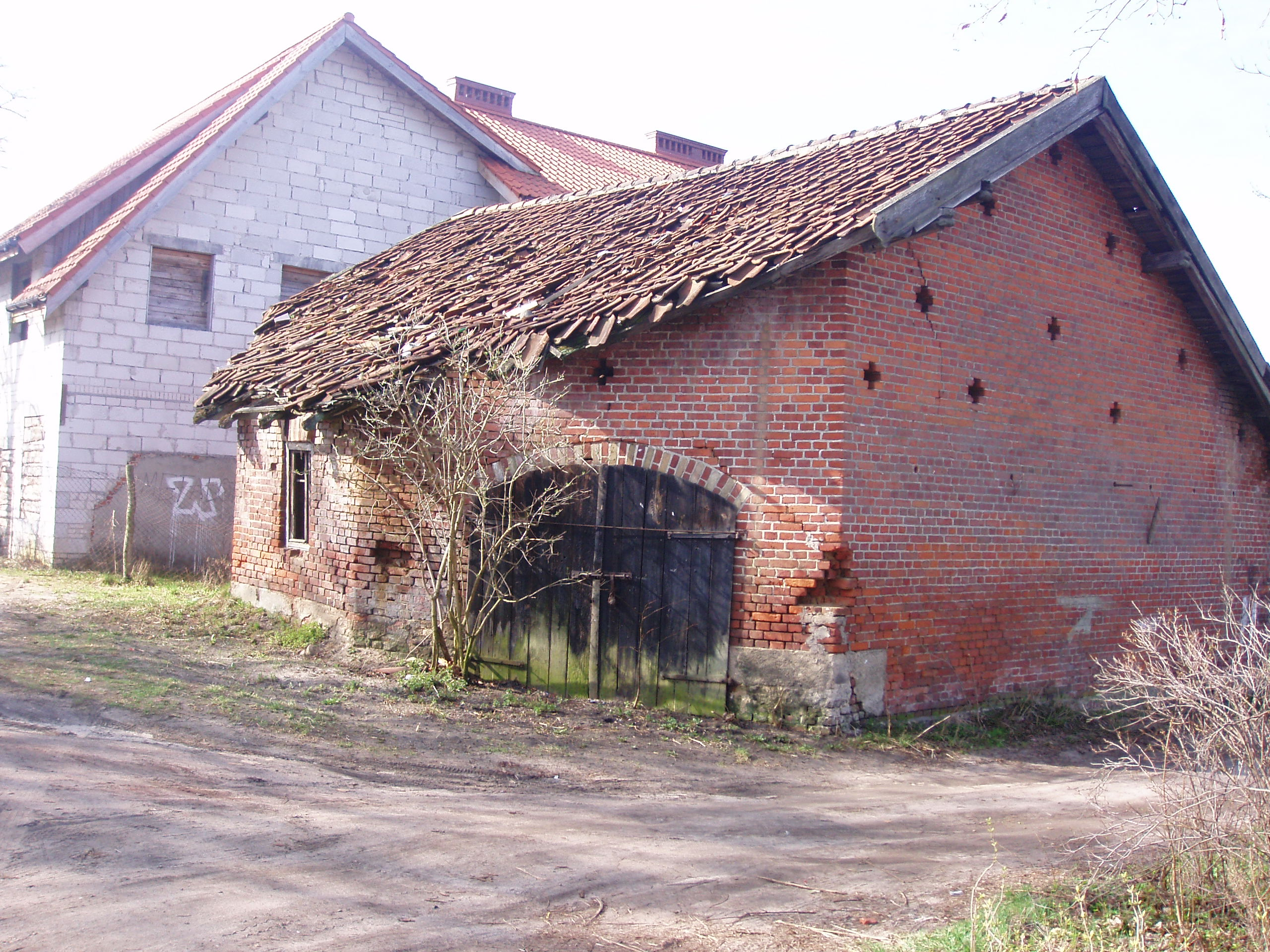
Die alte Dorfschmiede in Nowa Wieś

Gegen Ende des Zweiten Weltkrieges kam es zu erheblichen Zerstörungen des Ortes.
In Kriegsfolge kam Neu Bartelsdorf 1945 mit dem gesamten südlichen Ostpreußen zu Polen. Der Ort erhielt die polnische Namensform „Nowa Wieś“. Von 1954 bis 1972 war das Dorf Sitz einer Gromada. Heute ist Nowa Wieś in die Landgemeinde Purda (Groß Purden) im Powiat Olsztyński (Kreis Allenstein) eingegliedert, von 1975 bis 1998 der Woiwodschaft Olsztyn, seither der Woiwodschaft Ermland-Masuren zugehörig. Im Jahre 2011 zählte Nowa Wieś 462 Einwohner.
Vor dem Krieg ernährte das Dorf zwei Gasthöfe – heute befinden sich in den respektiven Lokalen die Vorschule bzw. ein Gemischtwarenladen und eine Dorfschmiede; zwei Wagenremisen wurden erst 2006 abgerissen.

### Einwohnerentwicklung
- 1817: 178[4]
- 1861: 328[4]
- 1910: 430[9]
- 1933: 467[10]
- 1939: 414[10]
- 2011: 462[1]

## Kirche

### Evangelisch

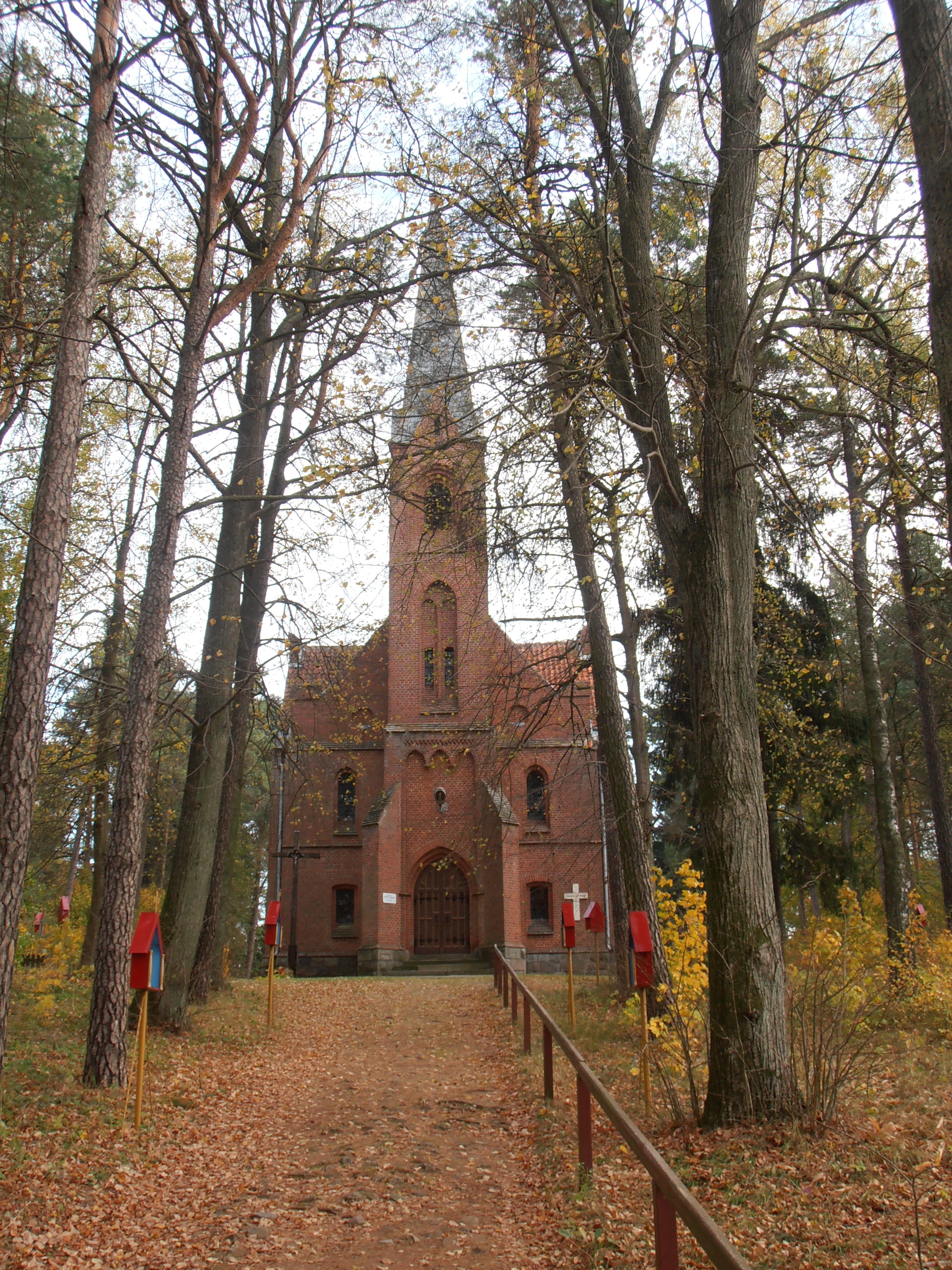
Die Kirche in Nowa Wieś

In den Jahren 1883 bis 1888 wurde eine evangelische Kirche in neugotischem Stil errichtet. Ein Wall umfasst das rechteckige Gotteshaus mit Kapellen- und Sakristeianbau. Den Kirchturm schließt ein Spitzdach ab. Bei der Kirche liegt seit jener Zeit der evangelische Friedhof, der inzwischen unter Denkmalschutz steht. Auf einem Hügel am Weg nach Łajs (Layß) liegt der alte Friedhof. Das evangelische Pfarrhaus lag am Kirchenweg. Nach dem Krieg ging es in den Besitz des Sägewerks über.
Bis 1945 war Neu Bartelsdorf ein evangelisches Kirchdorf. Es gehörte zum Superintendenturbezirk Allenstein im Kirchenkreis Ermland innerhalb der Kirchenprovinz Ostpreußen der Kirche der Altpreußischen Union.
Heute ist Nowa Wieś in die Christus-Erlöser-Kirche in Olsztyn (Allenstein) eingegliedert und gehört zur Diözese Masuren der Evangelisch-Augsburgischen Kirche in Polen.

### Römisch-katholisch
Vor 1945 war die römisch-katholischen Einwohner von Neu Bartelsdorf in das Kirchspiel Wuttrienen (polnisch Butryny) im damaligen Bistum Ermland eingepfarrt. Seit 1978 ist die Kirche in Nowa Wieś ein katholisches Gotteshaus, und Nowa Wieś ist ein Filialort der Pfarrei Butryny im Dekanat Olsztyn IV.-Jaroty (Jomendorf) im jetzigen Erzbistum Ermland.

## Verkehr

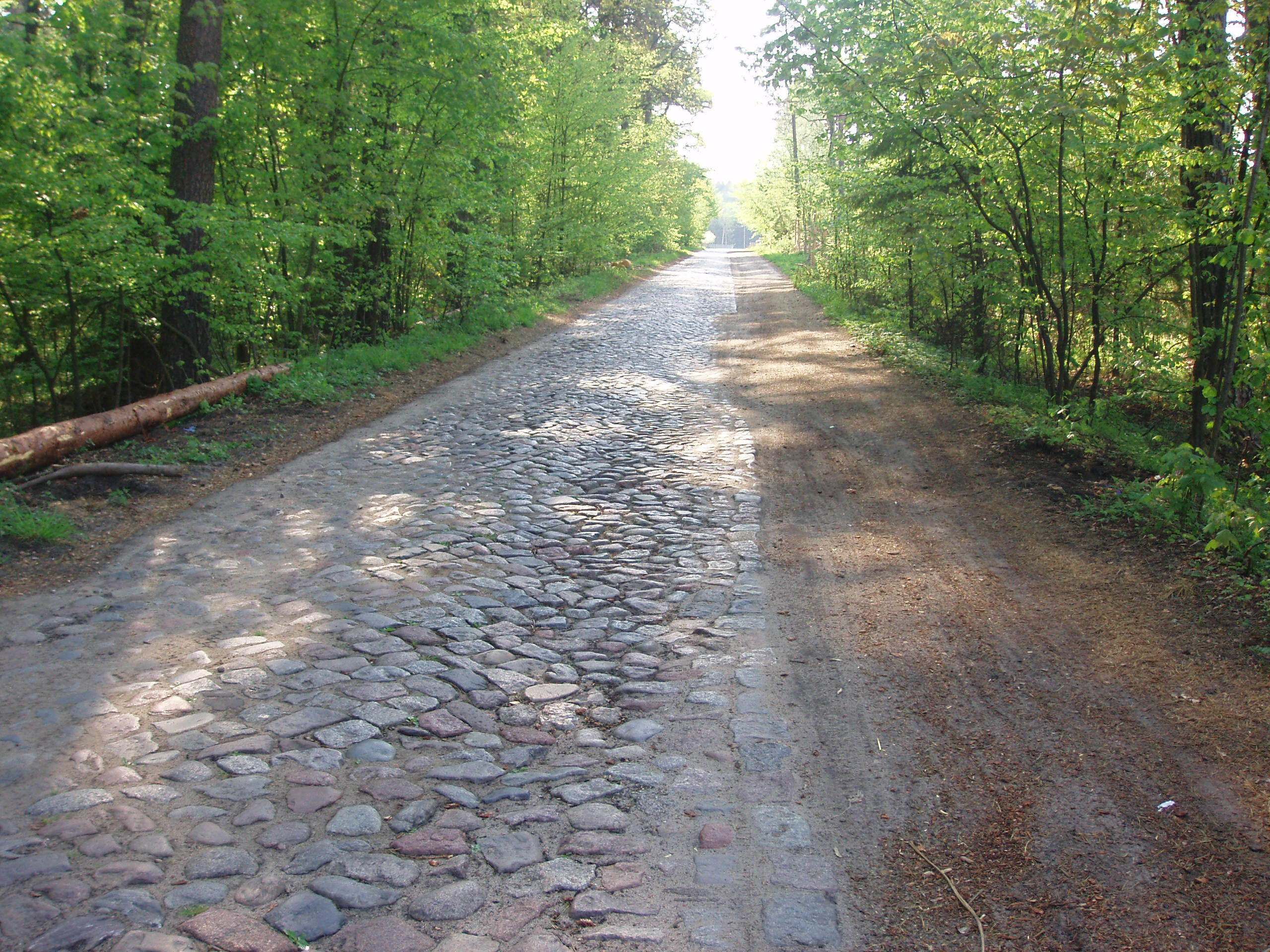
Historische Pflasterstraße nach Nowa Wieś

### Straße
Nowa Wieś liegt zwischen der polnischen Landesstraße 53 (einstige deutsche Reichsstraße 134) und der Woiwodschaftsstraße 598.
Innerorts kreuzen sich die Straßen Purda (Groß Purden)–Butryny (Wuttrienen) und Nowy Ramuk (Neu Ramuck)–Łajs (Layß).

### Schiene
Now Wieś verfügt über keine direkte Bahnanbindung. Die nächste Bahnstation ist Marcinkowo (Alt Mertinsdorf, 1939 bis 1945 Alt Märtinsdorf) an der PKP-Linie 219: Olsztyn–Ełk (deutsch Allenstein–Lyck).